# A Frontier Girl's Courage
Pour plus de détails, voir Fiche technique et Distribution.
A Frontier Girl's Courage est un film muet américain réalisé par Hobart Bosworth et Frank Montgomery et sorti en 1911.

## Fiche technique
- Titre : A Frontier Girl's Courage
- Réalisation : Hobart Bosworth, Frank Montgomery
- Scénario :
- Photographie :
- Montage :
- Producteur : William Selig
- Société de production : Selig Polyscope Company
- Société de distribution : Selig Polyscope Company
- Pays d'origine :  États-Unis
- Langue : film muet avec les intertitres en anglais
- Format : Noir et blanc — 35 mm — 1,33:1 — Muet
- Genre : Western
- Durée :
- Dates de sortie : 
  -  États-Unis : 5 décembre 1911

## Distribution
- Hobart Bosworth : Jim
- Betty Harte : May
- Frank Clark
- Jane Keckley
- Roy Watson
- Frank Richardson
- Anna Dodge